# Bernardo (filho de Carlos Martel)
Bernardo ou Bernhardo († 787) é um conde carolíngio (Conte de Saint-Quentin), filho de Carlos Martel, prefeito do palácio da Austrasia, Neustria e da Borgonha, e Rudaida.
Em 774, a pedido do Papa Adriano I, foi enviado por Carlos Magno à cabeça de um exército para lutar contra os Lombardos. De acordo com os Anais mosellani, ele morreu em 787.
Com uma primeira esposa de origem franca, do qual não sabemos o nome, ele teve um filho:
- Adelardo (v. 752 † 2 de janeiro de 826), missus dominicus, conde do palácio de Carlos Magno e abade de Corbie.

Com uma segunda esposa de origem saxonica, ele teve quatro filhos:
- Vala (v. 772 - 31 de agosto de 836), abade de Corbie
- Gundrada († ap.814), virgem e religiosa
- Bernardo (v. 776 † ap.821), um monge no mosteiro de Corbie em 801.
- Teodrada, abadessa de Saint-Marie de Soissons, depois de ter sido casada e mãe de uma menina, Ima, que posteriormente, se tornou abadessa.